# Oberschneidhart
Oberschneidhart ist ein Gemeindeteil von Langquaid, einem Markt im niederbayerischen Landkreis Kelheim in Bayern.

## Lage
Das Dorf liegt in der Hallertau, ca. 4 km nördlich des Kernortes Langquaid an der Kreisstraße KEH 26 und am Feckinger Bach. Etwa 1 km nordwestlich verläuft die A 93.
Oberschneidhart war ursprünglich durch den Feckinger Bach in einen nördlichen und einen südlichen Bereich geteilt. Mittlerweile ist diese Lücke geschlossen, die ursprüngliche Struktur ist aber noch erkennbar.

## Sehenswürdigkeiten
In der Liste der Baudenkmäler in Langquaid ist für Oberschneidhart ein Baudenkmal aufgeführt:
- Das im 18. Jahrhundert errichtete Wohnstallhaus (Oberschneidhart Nr. 9) mit Flachsatteldach ist im Obergeschoss in Blockbauweise ausgeführt. Der aus dem 18./Anfang des 19. Jahrhunderts stammende Stadel ist ein Blockbau mit Krüppelwalmdach.